# Jérôme Stoll
Pour les articles homonymes, voir Stoll.
Jérôme Stoll, né en 1954 à Tunis, est un cadre supérieur de l’industrie automobile française, directeur général délégué à la Performance du Groupe Renault, directeur commercial Groupe et président de Renault Sport.

## Etudes
Il est diplômé de l’École Supérieure de Commerce de Paris (ESCP), et du Centre de Perfectionnement aux Affaires (CPA/HEC) de Fontainebleau.

## Biographie
Entré en 1980 chez Renault Véhicules Industriels, il assure la direction de Berliet Nigeria de 1983 à 1987 puis rejoint la direction financière du Groupe Renault, avant de devenir directeur administratif et financier de Renault Automation en 1989. Il est nommé directeur des achats industriels en 1995 puis directeur des achats mécaniques en 1998.
De 2000 à 2006, il assure la présidence direction générale de Renault Samsung Motors avant de devenir directeur de Mercosur, président de Renault do Brasil et membre du comité de direction du Groupe Renault.
En 2009, il est nommé directeur commercial Groupe et véhicules utilitaires et, en 2012, se voit adjoindre la direction de Renault Retail Group. En 2013, il accède à la direction générale déléguée à la Performance,.
En juillet 2013, Jérôme Stoll devient parallèlement président de Renault Sport F1. À  ce titre, il assure le lien entre le Comité Exécutif de Renault et l'activité Formule 1 basée à Viry-Châtillon,.
Le 3 février 2016, outre ses fonctions de directeur général délégué, il est nommé président de Renault Sport, couvrant ainsi toutes les activités sportives du Groupe Renault. Le 1er janvier 2019, il devait laisser sa place à Thierry Koskas à la présidence de Renault Sport mais, le 18 janvier 2019, Renault annonce que Thierry Koskas quitte le groupe et que Stoll conserve son poste,.